# Ministerstwo Rozwoju, Pracy i Technologii
Ministerstwo Rozwoju, Pracy i Technologii (MRPiT) – polskie ministerstwo obsługujące ministra właściwego do spraw działów administracji rządowej budownictwo, planowanie i zagospodarowanie przestrzenne oraz mieszkalnictwo, gospodarka, turystyka oraz praca istniejące od 7 października 2020 do 12 sierpnia 2021.
Ministerstwo zostało utworzone 7 października 2020 r. w drodze przekształcenia Ministerstwa Rozwoju wraz z przejęciem kompetencji Ministerstwa Rozwoju oraz włączeniu komórek organizacyjnych obsługujących dział administracji rządowej praca z dotychczasowego Ministerstwa Rodziny, Pracy i Polityki Społecznej. 
12 sierpnia 2021 na podstawie rozporządzenia Rady Ministrów z dnia 12 sierpnia 2021 r. w sprawie utworzenia Ministerstwa Rozwoju i Technologii przekształcono Ministerstwo Rozwoju, Pracy i Technologii w Ministerstwo Rozwoju i Technologii, a w wyniku rozporządzenia Rady Ministrów z dnia 12 sierpnia 2021 r. w sprawie przekształcenia Ministerstwa Rodziny i Polityki Społecznej włączono ponownie sprawy działu praca do Ministerstwa Rodziny i Polityki Społecznej.
Ministerstwo miało siedzibę w budynku Państwowej Komisji Planowania Gospodarczego przy placu Trzech Krzyży 3/5.
Ministrem rozwoju, pracy i technologii był od początku istnienia resortu do 11 sierpnia 2021 Jarosław Gowin, który pełnił także urząd wiceprezesa Rady Ministrów. Po jego odwołaniu obowiązki ministra wykonywał Prezes Rady Ministrów Mateusz Morawiecki.

## Ostatnie kierownictwo[4]
- vacat –  minister rozwoju, pracy i technologii od 11 sierpnia 2021
- Andrzej Gut-Mostowy – sekretarz stanu oraz pełnomocnik Rządu ds. promocji polskiej marki od 19 października 2020
- Grzegorz Piechowiak – sekretarz stanu oraz pełnomocnik Rządu ds. inwestycji zagranicznych od 18 stycznia 2021
- Marek Niedużak – podsekretarz stanu od 19 października 2020
- Olga Semeniuk (PiS) – podsekretarz stanu od 19 października 2020, pełnomocnik Rząd ds. Małych i Średnich Przedsiębiorstw od 16 sierpnia 2021
- Robert Tomanek – podsekretarz stanu od 23 października 2020
- Marcin Gubała – dyrektor generalny

## Struktura organizacyjna
W skład ministerstwa w dniu likwidacji wchodził Gabinet Polityczny Ministra oraz następujące jednostki organizacyjne:
- Departament Analiz Gospodarczych
- Departament Architektury, Budownictwa i Geodezji
- Departament Budżetu i Finansów
- Departament Dialogu i Partnerstwa Społecznego
- Departament Doskonalenia Regulacji Gospodarczych
- Departament Funduszy
- Departament Gospodarki Cyfrowej
- Departament Gospodarki Nieruchomościami
- Departament Gospodarki Niskoemisyjnej
- Departament Handlu i Współpracy Międzynarodowej
- Departament Innowacji i Polityki Przemysłowej
- Departament Jednostek Nadzorowanych i Podległych
- Departament Kontroli i Audytu
- Departament Koordynacji Środków Europejskich
- Departament Lokalizacji Inwestycji
- Departament Małych i Średnich Przedsiębiorstw
- Departament Mieszkalnictwa
- Departament Obrotu Towarami Wrażliwymi i Bezpieczeństwa Technicznego
- Departament Orzecznictwa
- Departament Planowania Przestrzennego
- Departament Prawa Pracy
- Departament Prawny
- Departament Rozwoju Inwestycji
- Departament Rynku Pracy
- Departament Spraw Europejskich
- Departament Turystyki
- Biuro Administracyjne
- Biuro Dyrektora Generalnego
- Biuro Komunikacji
- Biuro Ministra
- Biuro Ochrony

Organy podległe ministrowi lub przez niego nadzorowane:
- Główny Geodeta Kraju
- Główny Inspektor Nadzoru Budowlanego
- Prezes Głównego Urzędu Miar
- Prezes Urzędu Zamówień Publicznych
- Urząd Patentowy Rzeczypospolitej Polskiej

Jednostki organizacyjne podległe ministrowi:
- Centrum Partnerstwa Społecznego „Dialog” im. Andrzeja Bączkowskiego
- Polska Agencja Kosmiczna
- Polska Agencja Rozwoju Przedsiębiorczości
- Urząd Dozoru Technicznego
- Zakład Wydawniczo-Poligraficzny Ministerstwa Rodziny, Pracy i Polityki Społecznej
- wydział/zespoły w stałych przedstawicielstwach Rzeczypospolitej Polskiej przy organizacjach międzynarodowych za granicą

Jednostki organizacyjne nadzorowane przez ministra:
- Centralny Instytut Ochrony Pracy – Państwowy Instytut Badawczy
- Fundacja Platforma Przemysłu Przyszłości
- Główna Biblioteka Pracy i Zabezpieczenia Społecznego
- Instytut Geodezji i Kartografii
- Instytut Pracy i Spraw Socjalnych
- Instytut Techniki Budowlanej
- Krajowy Zasób Nieruchomości
- Ochotnicze Hufce Pracy
- Polska Organizacja Turystyczna
- Polskie Centrum Akredytacji